# Huset Tudor

Tudorrosen, ätten Tudors heraldiska symbol

Huset Tudor var en engelsk kungaätt som härstammade från Wales. De regerade England från Henrik VII 1485 till dess att ätten dog ut på spinnsidan med drottning Elisabet 1603, varefter huset Stuart tog över. På svärdssidan hade detta skett redan ett halvsekel tidigare, med Edvard VI.
Under ätten Tudors regeringstid genomfördes den engelska reformationen, grunden lades för det brittiska herraväldet till havs genom till exempel segern över den spanska armadan år 1588 och sir Francis Drakes världsomsegling. Under denna dynasti  blomstrade den engelska kulturen genom författare som William Shakespeare och Ben Jonson och musikerna Thomas Tallis och William Byrd med flera. Inledningen av huset Tudor markerar historiskt Englands övergång från medeltiden till renässansen.

## Bakgrund
Tudordynastin regerade England från 1485 fram till 1603. Tiden när huset Tudor regerade beskrivs i den historiska litteraturen som märkvärdig, på grund av dess materiella blomstring, intellektuella och religiösa aktiviteter samt politiska utveckling. Regenterna hade nästintill absolut makt, men hade en stor vördnad inför lagen, som de i stort sett följde. Parlamentet och de traditionella friheterna bibehölls i regel, men parlamentet och domstolarna tvingades för det mesta att följa kungens önskan. Parlamentet blev av allt mindre betydelse när Henrik VIII:s ekonomi gjorde honom oberoende av det. Domstolsväsendet blev dock av större betydelse, eftersom det syftade till att sprida kungens inflytande till samhällets alla delar. Englands gamla institutioner förblev intakta med en nästan ökad vilja att göra ett gott dagsverke åt kungen. Det brittiska underhusets styrka och påverkan ökade konstant under perioden. Förutom i sällsynta fall var det brittiska underhuset tillfreds med de fyra första monarkerna av huset Tudor. Under Elisabet I:s styre blev underhusets inställning betydligt djärvare och hade det inte varit för den kärlek som hystes av hennes undersåtar och drottningens manipulativa skicklighet är det inte omöjligt att kampen för frihet som påbörjades under huset Stuart hade kunnat börja redan under huset Tudor.
Under medeltidens England sjönk, liksom i många andra länder, befolkningen snabbt på grund av digerdöden. Detta resulterade i en agrikulturell och befolkningsmässig kris. Denna kris tog England sig ur under 1500-talet, när Tudor regerade. 1541 hade England 2.8 miljoner invånare, vilket år 1601 hade ökat till drygt 4 miljoner. Lågadeln önskade sig en stabil och stark kungamakt, ett önskemål Henrik VII kunde uppfylla då en stor del av Englands högadel hade dött i Rosornas krig.

## Tudorätten tar över tronen

Äldre vapen för släkten Tudor, såsom walesisk adelsätt.

På mödernet härstammade ätten Tudor från John Beaufort, som var ett av Johan av Gaunts illegitima barn. Johan av Gaunt var i sin tur son till Edvard III av England. De illegitima barn Johan av Gaunt fick med sin älskarinna Katherine Swynford, skulle normalt inte ha varit arvsberättigade eller ha kunnat göra anspråk på att ingå i successionen. Situationen komplicerades dock av att John och Katherine gifte sig 1396 (25 år efter Johan av Gaunts födsel), vilket fick till följd att kyrkan genom en påvlig bulla förklarade att deras barn var retroaktivt legitima, och därmed arvsberättigade. John av Gaunts legitime son, Henrik IV av England, lät när han blev kung kungöra att hans halvsyskon visserligen var att betrakta som legitima, men att de inte ingick i successionsordningen. Ätten Beauforts ställning blev därmed osäker. De valde dock att alliera sig med det kungliga huset Lancaster.
John Beauforts sondotter lady Margaret Beaufort, som var arvtagare till stora egendomar, gifte sig med Edmund Tudor, 1:e earl av Richmond. Edmund Tudor var son till den walesiske hovmannen Owen Tudor (Owain Tewdr) och dennes hustru Katarina av Valois, änkedrottning efter Henrik V av England, av huset Lancaster. Edmund Tudor och hans syskon var antingen illegitima eller födda i ett hemligt äktenskap, varför hela deras ställning byggde på deras relation till det härskande kungahuset Lancaster. När Lancaster föll, drogs huset Tudor med i fallet. Edmunds son Henrik Tudor (född 26 juli 1455 i Pembroke Castle) växte därför upp i Frankrike, medan hans mor lady Margaret Beaufort stannade i England och gifte om sig, samtidigt som hon i det tysta verkade för att bygga upp en framtid för sin son i opposition till det härskande huset York. Då huset Lancaster i princip var utdött på svärdssidan utropade sig Henrik Tudor till huvudman för denna ätt. Då kungen, Rikard III av England, blev alltmer impopulär kunde lady Margaret mobilisera ett stort motstånd mot kungen, med många framstående adelsmän som förklarade sig villiga att stötta Henrik Tudor i väpnad kamp om kronan. Henrik återvände från Frankrike och besegrade Rikard III i slaget vid Bosworth Field 1485, varefter han den 22 augusti 1485 utropade sig till kung under namnet Henrik VII av England. Han kröntes den 30 oktober. Hans seger och trontillträde markerar den historiska övergången mellan medeltiden till renässansen, som Richard Fox, bland flera entusiastiska lärda, förde till England.

### Henrik VII blir kungaättens första regent

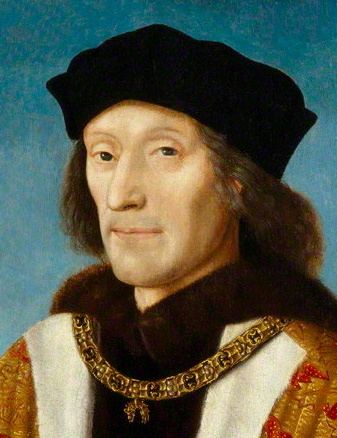
Henrik VII

Genom att gifta sig med Richard III:s brorsdotter, Elisabet av York, konsoliderade Henrik sin ställning och förenade både huset Yorks och huset Lancasters tronanspråk i huset Tudor. Därmed slutade Rosornas krig. Den nya kungaätten Tudors symbol, Tudorrosen, är en kombination av huset Yorks vita ros, huset Lancasters röda ros och ätten Tudors gröna färg. Henrik VII och Elisabet av York fick sju barn tillsammans, varav fyra levde till vuxen ålder; Artur, prins av Wales, Henrik, hertig av York, Margareta som gifte sig med kung Jakob IV av Skottland, och Maria som gifte sig med Ludvig XII av Frankrike. Det var en stor framgång för Henrik VII när han lyckades arrangera ett äktenskap mellan sin äldste son Artur och Katarina av Aragonien, dotter till de spanska regenterna Ferdinand och Isabella. Artur avled dock redan fyra månader efter bröllopet, varför hans yngre bror Henrik blev ny tronarvinge. Henrik VII skaffade en påvlig dispens som skulle möjliggöra för den nye prinsen av Wales att gifta sig med Katarina, men han sköt upp bröllopet som inte ägde rum under Henrik VII:s livstid. När Henrik VII:s fru dog blev han tyst, misstänksam och reserverad. Henrik VII dog den 21 april 1509. Hans son, Henrik VIII, efterträdde honom och kröntes tillsammans med sin nyblivna maka Katarina av Aragonien i Westminster Abbey den 11 juni 1509.

## Henrik VIII

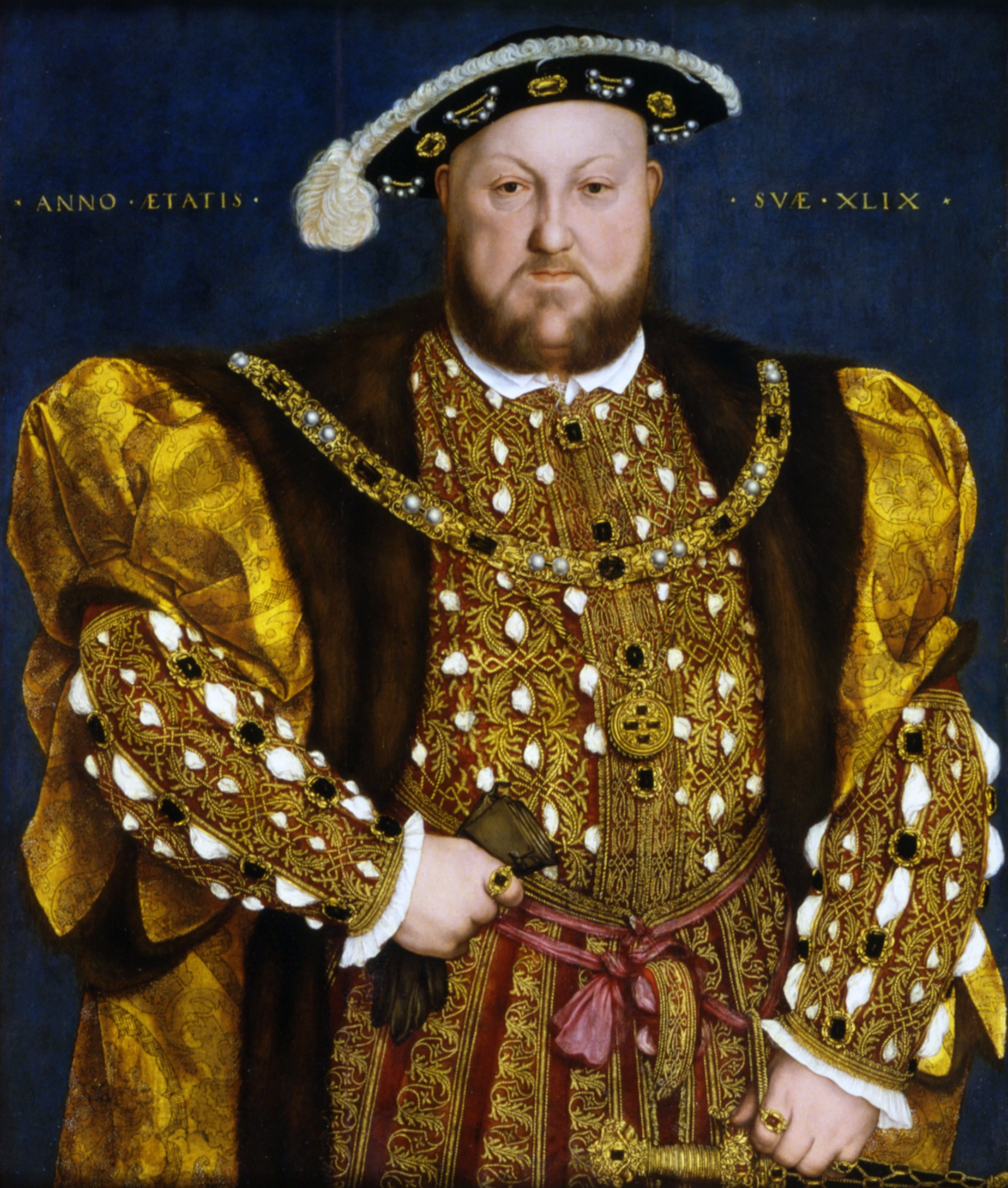
Henrik VIII

Katarina lyckades dock bara producera ett överlevande barn, dottern Maria, och då man förstod att Katarina inte skulle lyckas få fler barn inledde Henrik och Thomas Wolsey det som kom att kallas "Kungens stora angelägenhet", Henriks långa kamp för att skilja sig från Katarina. Påven motsatte sig, efter påtryckningar från Katarinas systerson Karl V, skilsmässan, och eftersom Wolsey inte kunde få fram ett påvligt godkännande ersatte Henrik honom med Thomas Cromwell. För att möjliggöra Henriks skilsmässa drev det engelska parlamentet igenom en mängd lagar som i praktiken innebar att den engelska kyrkan separerades från Rom. Henrik förklarades vara den engelska kyrkans överhuvud. Han utsåg då en ny ärkebiskop av Canterbury, Thomas Cranmer, som förklarade kungens äktenskap med Katarina av Aragonien ogiltigt och upplöst. Henrik kunde då gifta sig med sin älskarinna, Anne Boleyn, som var dotter till en av kungens hovmän, sir Thomas Boleyn. Anne blev gravid 1533, men den efterlängtade sonen visade sig vara en flicka, den blivande Elisabet I av England. När Anne sedan även fick ett missfall hjälpte Cranmer kungen att få henne åtalad för otrohet, incest, högförräderi och trolldom. Dessa anklagelser var med största säkerhet fabricerade, men Anne fälldes och avrättades år 1536. 
Henrik gifte då om sig med Jane Seymour, dotter till en annan av kungens hovmän. År 1537 födde Jane äntligen en son, den blivande Edward VI av England. Tyvärr grumlades Henriks lycka av att Jane avled i barnsängsfeber bara några dagar efter sonens födelse. Ett par år senare gifte Henrik om sig. Denna gång var äktenskapet politiskt, man ville skapa en protestantisk allians genom att förmäla kungen med den protestantiska prinsessan Anna av Kleve. Tyvärr levde den verkliga Anna inte upp till kungens förväntningar utan snart efter Annas ankomst till England började Henrik verka för en skilsmässa. Anna accepterade detta och levde sedan resten av sitt liv i England, deltog delvis i hovlivet, och var en av Englands rikaste kvinnor då Henrik i sin tacksamhet för att hon gick med på skilsmässa hade givit henne ett stort underhåll som bestod bland annat av Richmond Palace och Hever Castle. Cromwell fick bära skulden för detta misslyckade äktenskap, och avrättades den 28 juli 1540.
Kungens femte äktenskap med den unga Katarina Howard slutade även detta olyckligt då det kom till kungens kännedom att hon haft intima relationer med andra män, både före och efter giftermålet med Henrik. Detta ledde till att hon avrättades den 13 februari 1542. Kungen gifte då om sig för sista gången, nu med den protestantiska änkan Katarina Parr. Henrik själv höll fortfarande fast vid de katolska dogmerna, varför det var nära att han lät arrestera Katarina för kätteri. Kungens son, Edward, uppfostrades dock till protestant, ett faktum som Katarina Parr kan ha haft inflytande över. Henrik VIII avled den 28 januari 1547. Hans mest bestående arv, utöver ett fantastiskt dramatiskt material för historiker och konstnärer, var den massiva förstärkning av parlamentets makt som inleddes under hans regering.

## Edvard VI

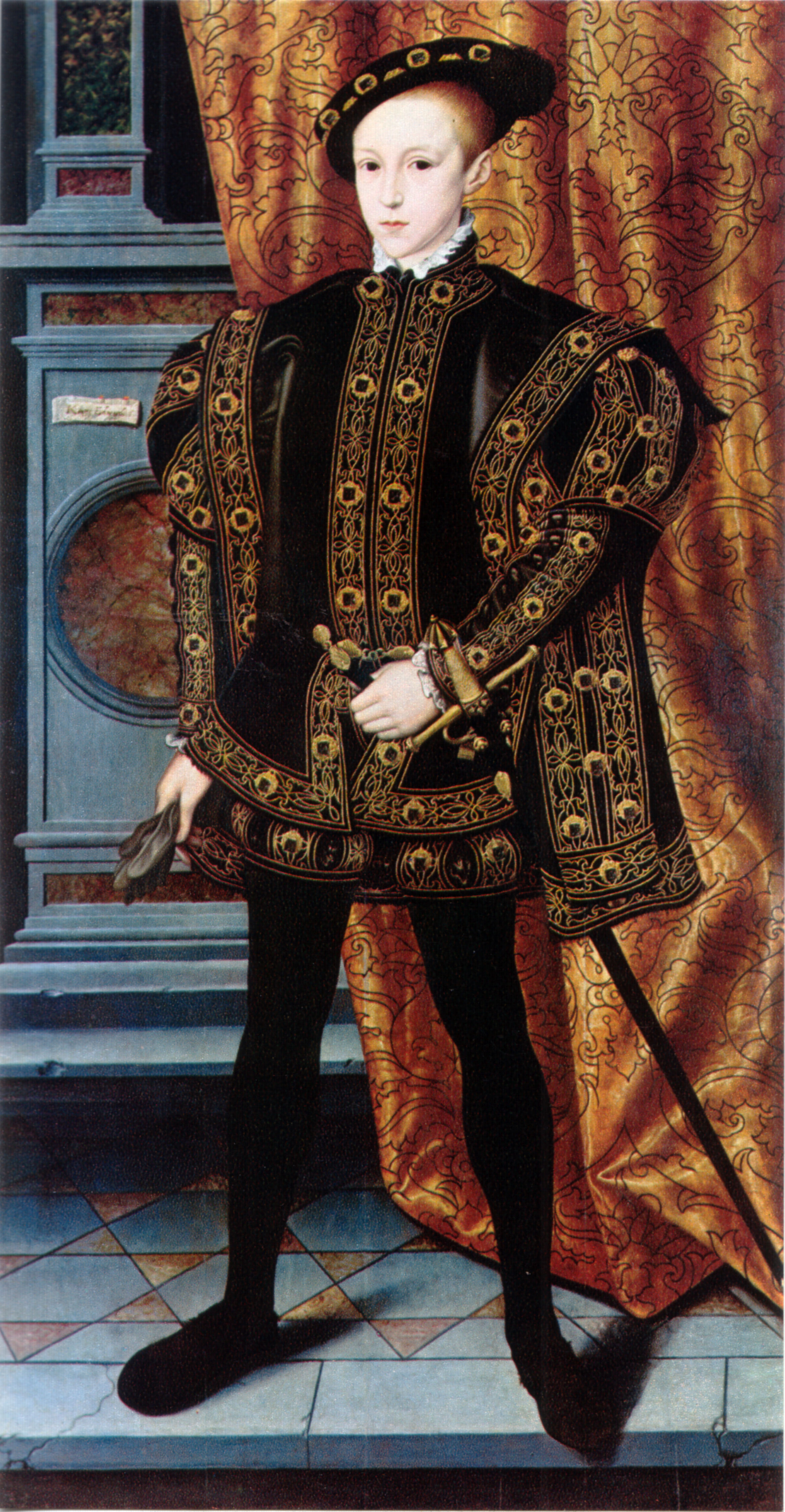
Edvard VI

I sitt testamente hade Henrik VIII föreskrivit att hans två illegitima barn, Maria och Elisabet, skulle stå kvar i successionsordningen. Om ingen av Henriks barn skulle få barn ville han att kronan skulle gå till hans yngre syster Marias (änka efter den franske kungen) avkomma snarare än de som härstammade från hans äldre syster Margareta. Han efterträddes dock på tronen av sin son med Jane Seymour, Edvard. Henrik hade föreskrivit att en grupp män med lika stor makt skulle agera som regentråd till dess Edvard blev myndig. det dröjde dock inte länge förrän den lille kungens morbror, Edward Seymour, 1:e hertig av Somerset, tog makten i egna händer och utropade sig till Lord Protector - riksföreståndare. Somersets vision var ett enat England och Skottland, en plan han försökte förverkliga genom att förhandla fram ett äktenskap mellan Edvard och den unga drottningen av Skottland, Maria Stuart. Detta skulle ha inneburit att Skottland vunnits för reformationen. Maria Stuarts mor, Maria av Guise var starkt emot detta och lyckades istället smuggla ut Maria Stuart ur Skottland, för att förmälas med den franske tronarvingen, den blivande Frans II av Frankrike.

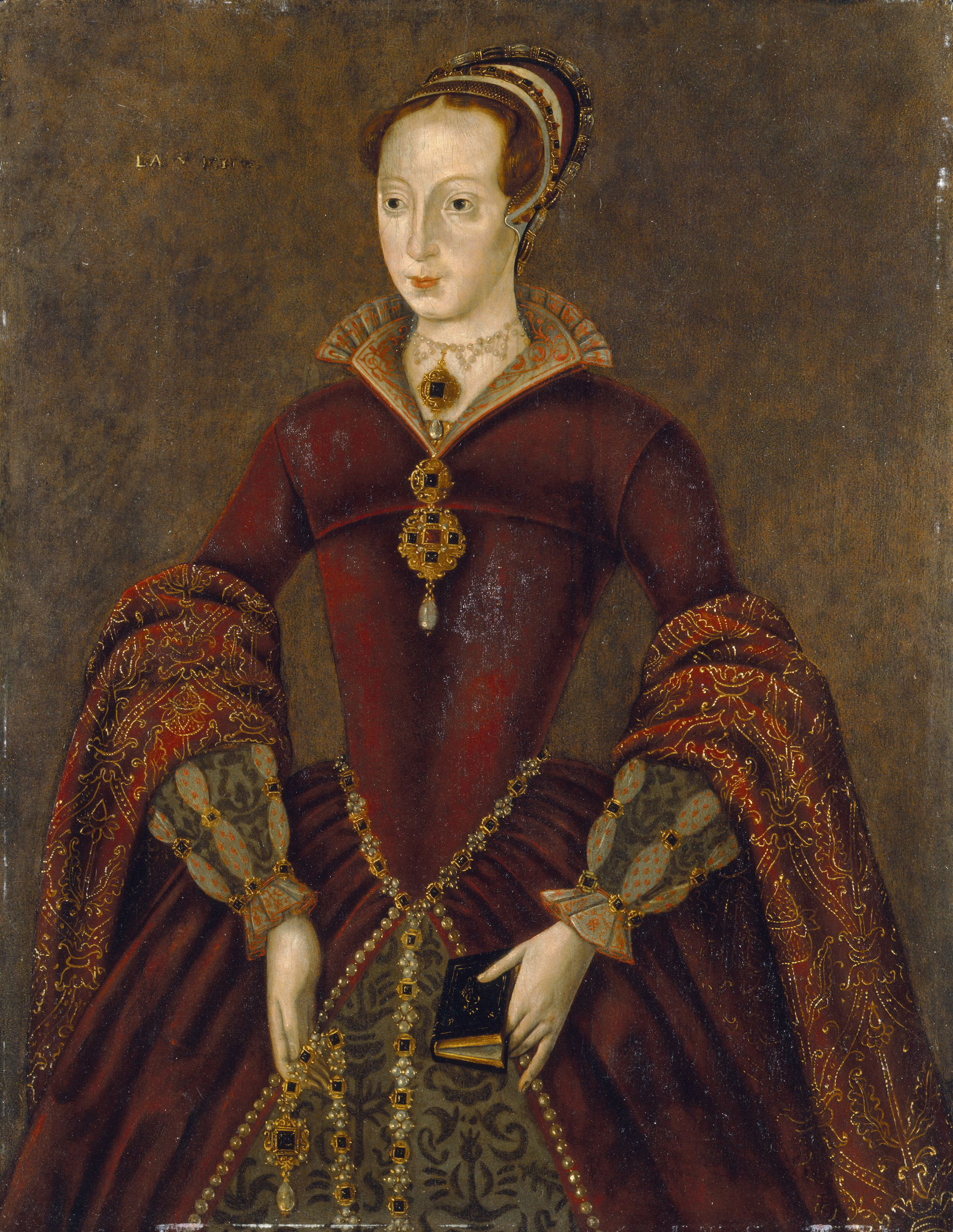
Lady Jane Grey (1537-1554)

Även om Edvard bara var nio år gammal, var han fast besluten att genomföra religiösa reformer i England. År 1549 lät han publicera en ny, protestantisk mässform och predikotur. Detta ledde till uppror i delar av England, vilket enbart tjänade till att göra Edward än mer besluten att gå hårt fram med reformationen. Detta drabbade bland andra kungens äldre syster Maria, som höll fast vid sin katolska tro. Edvards förhållande till sin protestantiska syster Elisabet var bättre, men det gick igenom en prövning då Elisabet anklagades för att ha haft ett olämpligt förhållande till kungens morbror Thomas Seymour, 1:e baron Seymour av Sudeley. Elisabets agerande undersöktes och hon förklarades oskyldig till något opassande beteende. Seymour däremot dömdes och avrättades för högförräderi då han sökt gifta sig med en som var arvsberättigad till tronen, utan att söka kungens och rådets tillåtelse.
Efter broderns avrättning miste hertigen av Somerset sin popularitet, både hos folket och hos kungen. Han avsattes och ersattes med John Dudley, earl av Warwick som utnyttjade sin makt till att snabbt utse sig själv till hertig av Northumberland. Northumberland och kungen hade som gemensam ambition att garantera att tronen ärvdes av en protestant. Detta innebar att de var tvungna att kringgå Henrik VIII:s testamente och utmanövrera Edwards syster Maria från tronföljden. När kungen insjuknade skrev han ett testamente där han utsåg sin kusin lady Jane Grey till tronarvinge. Lady Jane var dotter till Frances Brandon som var dotter till Henrik VIII:s syster Mary i dennas andra äktenskap med Charles Brandon, 1:e hertig av Suffolk. Lady Jane giftes bort med John Dudleys son, Guilford Dudley. När kungen dog den 6 juli 1553 utropades Jane till drottning. Efter nio dagar avsattes hon dock av Maria Tudor som lyckades kräva tronen med hjälp av brett folkligt stöd. Lady Jane Grey, hennes make och hertigen av Northumberland avrättades.

## Maria I av England

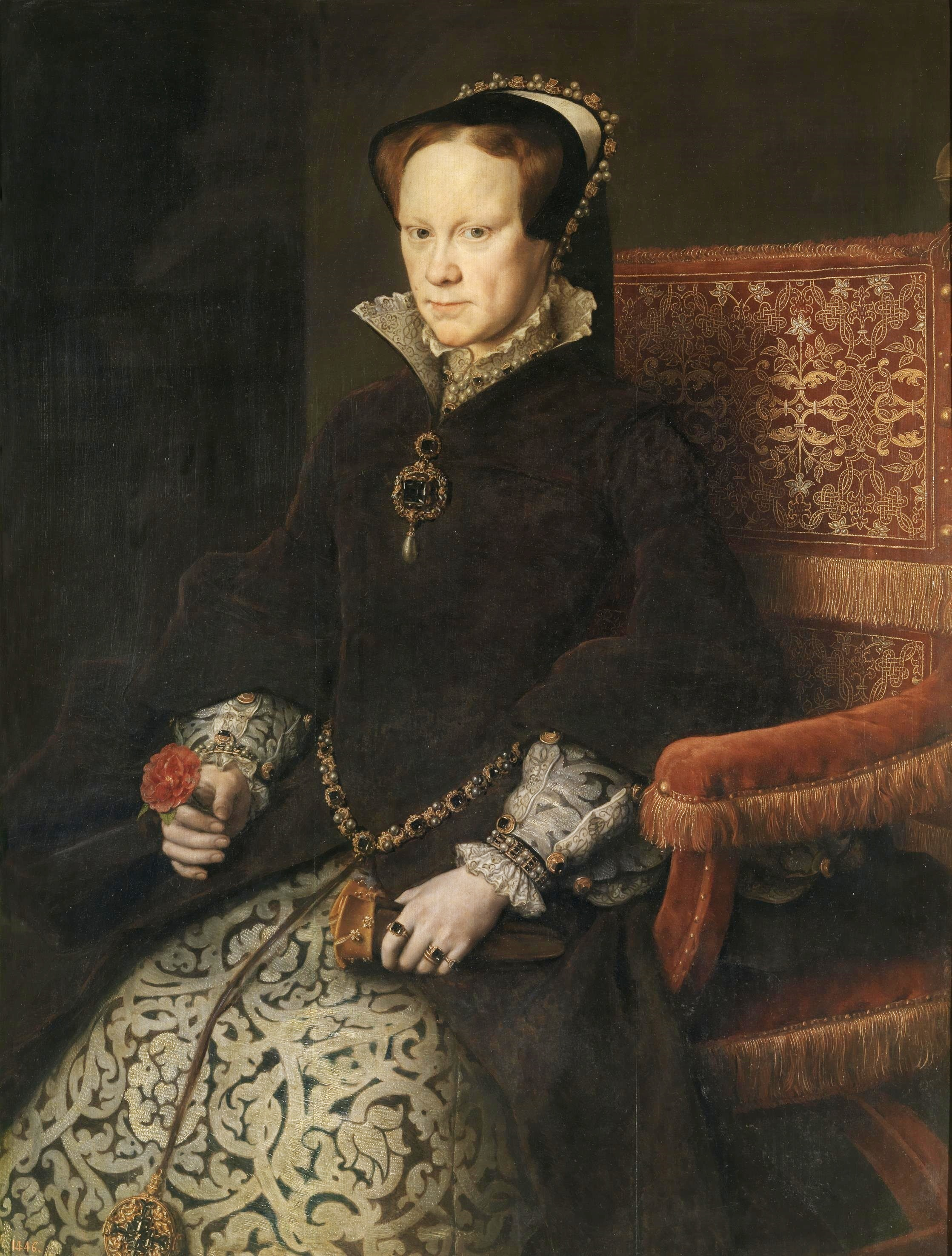
Maria I av England (1516 - 1558)

Maria ville återbörda England till den katolska kyrkan. Som ett led i denna plan tillkännagav hon att hon ämnade gifta sig med den spanske tronarvingen, den blivande Filip II av Spanien. Att se en främmande, katolsk medregent på den engelska tronen sågs med mycket oblida ögon av de flesta engelsmän och äktenskapet blev mäkta impopulärt. Ett allvarligt uppror mot Maria leddes av sir Thomas Wyatt, och det ryktades att drottningens syster Elisabet varit delaktig i upprorsplanerna. Maria spärrade därför in Elisabet en period i Towern, varefter hon placerades i husarrest.
Maria blev häftigt förälskad i sin make, som dock inte förefaller ha delat hennes känslor utan tillbringade så lite tid som möjligt i England. Maria trodde vid ett par tillfällen att hon var gravid, men hon fick inga barn. Övergiven och plågad av sitt misslyckande att utplåna protestantismen ur England, trots att hon lät bränna en stor mängd devota protestanter, blev Maria bitter. När hon dessutom understödde sin mans krig mot Frankrike med engelska trupper varvid Englands sista franska besittning Calais gick förlorad förlorade hon både sina sista rester av popularitet, och livsviljan. Maria dog den 17 november 1558 och efterträddes på tronen av sin halvsyster Elisabet.

## Elisabet I

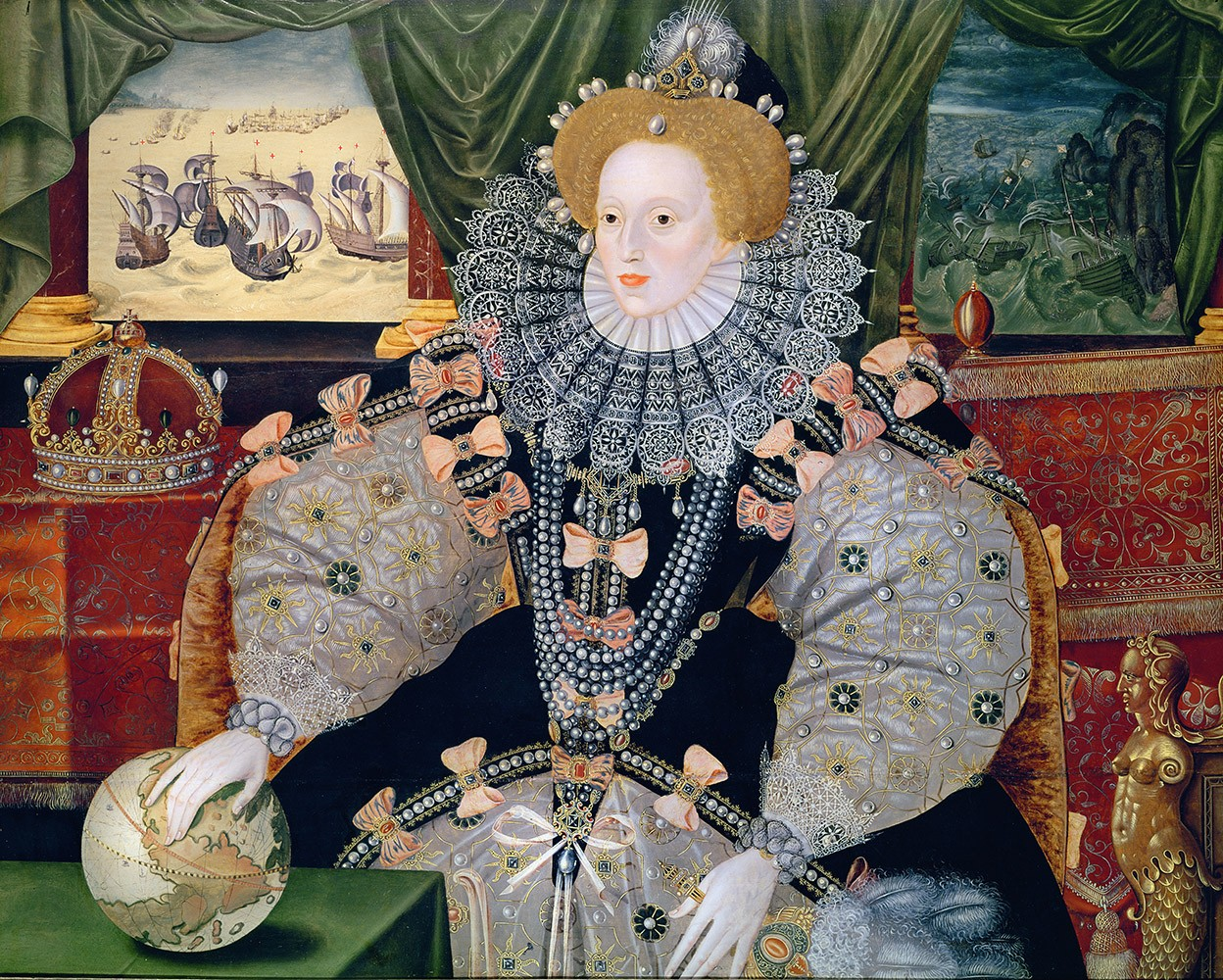
Elisabet I (1533-1603) Detta porträtt utfördes omkring år 1588 till åminnelse av segern över den spanska armadan (som avbildas i bakgrunden).

Vid 25 års ålder blev alltså Elisabet drottning av England. Hon tillkännagav att hon ämnade styra med råds råde, och omgav sig snabbt med en grupp kompetenta, lojala rådgivare. Den främste av dessa var sir William Cecil. Den forne hertigens av Northumberland son, Robert Dudley, var drottningens favorit och utnämndes senare till 1:e earl av Leicester. En av Elisabets första gärningar som drottning var att utarbeta och driva igenom en protestantisk kyrkoordning i England, som dock inkorporerade vissa katolska traditioner. Elisabet utropades till kyrkans överhuvud ( med titeln supreme guvernor istället för supreme head på grund av sitt kön). Elisabet kom att försöka hålla en tolerant religionspolitik genom hela sin regering, även om den katolska kyrkans politik gentemot henne tvingade henne till en gradvis striktare hållning mot katolikerna.
Elisabet var enormt populär, men hennes undersåtar väntade sig att hon skulle gifta sig, både för att få en man som kunde stötta henne i regeringsbestyren och för att kunna säkra tronföljden. Trots att Elisabet upp i hög ålder fortsatte att använda äktenskapsförhandlingar som en viktig del av sin utrikespolitik gifte hon sig aldrig. Detta innebar att successonsordningen kom att bli mycket viktig. Den främsta tronpretendenten var Elisabets kusin, Maria Stuart. Då denna förverkade sin krona och flydde till England kom hon att hamna i engelsk fångenskap. Efter att ha ägnat nästan 20 år åt att konspirera mot Elisabet blev hon avrättad 1587, trots att Elisabet in i det sista motsatte sig detta.
För att hämnas Maria Stuarts död, och söka återvinna England till katolicismen, skickade Filip II en flotta mot England, den spanska armadan. Men istället för att besegra Elisabet skänkte denna flotta henne en av Elisabets största triumfer i och med att armadan besegrades 1588. Elisabet lade grunden för Englands herravälde till havs, bl.a. genom att sponsra pirater och upptäcktsresande, den mest kände av dessa är sir Francis Drake. När Elisabet avled barnlös år 1603 övergick kronan till Maria Stuarts son Jakob VI av Skottland som därmed blev Jakob I av England. Härmed förenades kungarikena.

## Eftermäle
Henrik VIII födde inte ett barn som lyckades få en levande avkomling. Trots detta lyckades deras kombinerade styren hålla fram till år 1603, när Henrik VII:s dotter Margareta Tudors barnbarnsbarn Jakob I av England tog över tronen och inledde huset Stuart. Henrik VII:s rädsla var att hans styre skulle omkullkastas av en armé större än den som han vann över Rikard III med. Henrik VIII oroade sig över att omkullkastas av personer från York, och hans barnbarn oroade sig över andra anspråkare på tronen som menade att de genom sitt kungliga blod hade rätt till tronen. Trots detta dog alla dessa kungar i sina sängar, och legitimitet blev utbrett som princip.

## Monarker i England
De sex monarkerna var
| Bild | Namn        | Krav på tronen                                                      | Född             | Trontillträde                            | Avliden                     | Gemål(er) |
| ---- | ----------- | ------------------------------------------------------------------- | ---------------- | ---------------------------------------- | --------------------------- | --- |
|      | Henrik VII  | Släkting till Edward III av England                                 | 28 january 1457  | 22 augusti 1485 (krönt 30 oktober 1485)  | 21 april 1509               | Elizabeth av York |
|      | Henrik VIII | Son till Henrik VII                                                 | 28 juni 1491     | 21 april 1509 (krönt 24 juni 1509)       | 28 januari 1547             | (I) Katarina av Aragonien, (II) Anna Boleyn, (III) Jane Seymour, (IV) Anna av Kleve, (V) Katarina Howard, (VI) Katarina Parr |
|      | Edvard VI   | Son till Henry VIII av Jane Seymour                                 | 12 oktober 1537  | 28 januari 1547 (krönt 20 februari 1547) | 6 juli 1553                 | — |
|      | Jane        | Barnbarnsbarn till Henrik VII, Henrik VIII:s syster Marias barnbarn | 1537             | 10 juli 1553 (kröntes aldrig)            | 12 februari 1554 (avrättad) | Lord Guildford Dudley |
|      | Maria I     | Dotter till Henrik VIII och Katarina av Aragonien                   | 18 februari 1516 | 19 juli 1553 (krönt 1 oktober 1553)      | 18 november 1558            | Filip II av Spanien |
|      | Elisabet I  | Dotter till Henrik VIII och Anne Boleyn                             | 7 september 1533 | 17 november 1558 (krönt 15 januari 1559) | 24 mars 1603                | — |

## Familjerna Tudor och Stuart (urval)
|                        |                        |                        |                        |                        |                        |  |  |  |  |                 |                 |                 |                 |                 |                 |  |  |  |  | Elizabeth Cavendish | Elizabeth Cavendish | Elizabeth Cavendish | Elizabeth Cavendish | Elizabeth Cavendish | Elizabeth Cavendish |  |  |  |  |                  |                 |                 |                 |                 |                 |  |  |  |  |  |  |  |  | Charles Brandon        | Charles Brandon        | Charles Brandon        | Charles Brandon        | Charles Brandon        | Charles Brandon        |  |  |  |  |                   |                   |                   |                   |                   |                   |
|                        |                        |                        |                        |                        |                        |  |  |  |  |                 |                 |                 |                 |                 |                 |  |  |  |  | Elizabeth Cavendish | Elizabeth Cavendish | Elizabeth Cavendish | Elizabeth Cavendish | Elizabeth Cavendish | Elizabeth Cavendish |  |  |  |  |                  |                 |                 |                 |                 |                 |  |  |  |  |  |  |  |  | Charles Brandon        | Charles Brandon        | Charles Brandon        | Charles Brandon        | Charles Brandon        | Charles Brandon        |  |  |  |  |                   |                   |                   |                   |                   |                   |
|                        |                        |                        |                        |                        |                        |  |  |  |  | Arabella Stuart | Arabella Stuart | Arabella Stuart | Arabella Stuart | Arabella Stuart | Arabella Stuart |  |  |  |  |                     |                     |                     |                     |                     |                     |  |  |  |  | Matthew Stewart  | Matthew Stewart | Matthew Stewart | Matthew Stewart | Matthew Stewart | Matthew Stewart |  |  |  |  |  |  |  |  |                        |                        |                        |                        |                        |                        |  |  |  |  |                   |                   |                   |                   |                   |                   |
|                        |                        |                        |                        |                        |                        |  |  |  |  | Arabella Stuart | Arabella Stuart | Arabella Stuart | Arabella Stuart | Arabella Stuart | Arabella Stuart |  |  |  |  |                     |                     |                     |                     |                     |                     |  |  |  |  | Matthew Stewart  | Matthew Stewart | Matthew Stewart | Matthew Stewart | Matthew Stewart | Matthew Stewart |  |  |  |  |  |  |  |  |                        |                        |                        |                        |                        |                        |  |  |  |  |                   |                   |                   |                   |                   |                   |
|                        |                        |                        |                        |                        |                        |  |  |  |  |                 |                 |                 |                 |                 |                 |  |  |  |  | Charles Stuart      | Charles Stuart      | Charles Stuart      | Charles Stuart      | Charles Stuart      | Charles Stuart      |  |  |  |  |                  |                 |                 |                 |                 |                 |  |  |  |  |  |  |  |  | Archibald Douglas      | Archibald Douglas      | Archibald Douglas      | Archibald Douglas      | Archibald Douglas      | Archibald Douglas      |  |  |  |  |                   |                   |                   |                   |                   |                   |
|                        |                        |                        |                        |                        |                        |  |  |  |  |                 |                 |                 |                 |                 |                 |  |  |  |  | Charles Stuart      | Charles Stuart      | Charles Stuart      | Charles Stuart      | Charles Stuart      | Charles Stuart      |  |  |  |  |                  |                 |                 |                 |                 |                 |  |  |  |  |  |  |  |  | Archibald Douglas      | Archibald Douglas      | Archibald Douglas      | Archibald Douglas      | Archibald Douglas      | Archibald Douglas      |  |  |  |  |                   |                   |                   |                   |                   |                   |
|                        |                        |                        |                        |                        |                        |  |  |  |  |                 |                 |                 |                 |                 |                 |  |  |  |  |                     |                     |                     |                     |                     |                     |  |  |  |  | Margaret Douglas |                 |                 |                 |                 |                 |  |  |  |  |  |  |  |  |                        |                        |                        |                        |                        |                        |  |  |  |  |                   |                   |                   |                   |                   |                   |
|                        |                        |                        |                        |                        |                        |  |  |  |  |                 |                 |                 |                 |                 |                 |  |  |  |  |                     |                     |                     |                     |                     |                     |  |  |  |  |                  |                 |                 |                 |                 |                 |  |  |  |  |  |  |  |  |                        |                        |                        |                        |                        |                        |  |  |  |  |                   |                   |                   |                   |                   |                   |
| Henry Frederick Stuart | Henry Frederick Stuart | Henry Frederick Stuart | Henry Frederick Stuart | Henry Frederick Stuart | Henry Frederick Stuart |  |  |  |  |                 |                 |                 |                 |                 |                 |  |  |  |  | Henry Stuart        | Henry Stuart        | Henry Stuart        | Henry Stuart        | Henry Stuart        | Henry Stuart        |  |  |  |  |                  |                 |                 |                 |                 |                 |  |  |  |  |  |  |  |  | Jakob IV               | Jakob IV               | Jakob IV               | Jakob IV               | Jakob IV               | Jakob IV               |  |  |  |  |                   |                   |                   |                   |                   |                   |
| Henry Frederick Stuart | Henry Frederick Stuart | Henry Frederick Stuart | Henry Frederick Stuart | Henry Frederick Stuart | Henry Frederick Stuart |  |  |  |  |                 |                 |                 |                 |                 |                 |  |  |  |  | Henry Stuart        | Henry Stuart        | Henry Stuart        | Henry Stuart        | Henry Stuart        | Henry Stuart        |  |  |  |  |                  |                 |                 |                 |                 |                 |  |  |  |  |  |  |  |  | Jakob IV               | Jakob IV               | Jakob IV               | Jakob IV               | Jakob IV               | Jakob IV               |  |  |  |  |                   |                   |                   |                   |                   |                   |
|                        |                        |                        |                        |                        |                        |  |  |  |  | Jakob VI och I  | Jakob VI och I  | Jakob VI och I  | Jakob VI och I  | Jakob VI och I  | Jakob VI och I  |  |  |  |  |                     |                     |                     |                     |                     |                     |  |  |  |  | Jakob V          | Jakob V         | Jakob V         | Jakob V         | Jakob V         | Jakob V         |  |  |  |  |  |  |  |  |                        |                        |                        |                        |                        |                        |  |  |  |  | Henrik VII        | Henrik VII        | Henrik VII        | Henrik VII        | Henrik VII        | Henrik VII        |
|                        |                        |                        |                        |                        |                        |  |  |  |  | Jakob VI och I  | Jakob VI och I  | Jakob VI och I  | Jakob VI och I  | Jakob VI och I  | Jakob VI och I  |  |  |  |  |                     |                     |                     |                     |                     |                     |  |  |  |  | Jakob V          | Jakob V         | Jakob V         | Jakob V         | Jakob V         | Jakob V         |  |  |  |  |  |  |  |  |                        |                        |                        |                        |                        |                        |  |  |  |  | Henrik VII        | Henrik VII        | Henrik VII        | Henrik VII        | Henrik VII        | Henrik VII        |
| Elisabet Stuart        | Elisabet Stuart        | Elisabet Stuart        | Elisabet Stuart        | Elisabet Stuart        | Elisabet Stuart        |  |  |  |  |                 |                 |                 |                 |                 |                 |  |  |  |  | Maria Stuart        | Maria Stuart        | Maria Stuart        | Maria Stuart        | Maria Stuart        | Maria Stuart        |  |  |  |  |                  |                 |                 |                 |                 |                 |  |  |  |  |  |  |  |  | Margareta Tudor        | Margareta Tudor        | Margareta Tudor        | Margareta Tudor        | Margareta Tudor        | Margareta Tudor        |  |  |  |  |                   |                   |                   |                   |                   |                   |
| Elisabet Stuart        | Elisabet Stuart        | Elisabet Stuart        | Elisabet Stuart        | Elisabet Stuart        | Elisabet Stuart        |  |  |  |  |                 |                 |                 |                 |                 |                 |  |  |  |  | Maria Stuart        | Maria Stuart        | Maria Stuart        | Maria Stuart        | Maria Stuart        | Maria Stuart        |  |  |  |  |                  |                 |                 |                 |                 |                 |  |  |  |  |  |  |  |  | Margareta Tudor        | Margareta Tudor        | Margareta Tudor        | Margareta Tudor        | Margareta Tudor        | Margareta Tudor        |  |  |  |  |                   |                   |                   |                   |                   |                   |
|                        |                        |                        |                        |                        |                        |  |  |  |  | Anna av Danmark | Anna av Danmark | Anna av Danmark | Anna av Danmark | Anna av Danmark | Anna av Danmark |  |  |  |  |                     |                     |                     |                     |                     |                     |  |  |  |  | Maria av Guise   | Maria av Guise  | Maria av Guise  | Maria av Guise  | Maria av Guise  | Maria av Guise  |  |  |  |  |  |  |  |  |                        |                        |                        |                        |                        |                        |  |  |  |  | Elizabeth av York | Elizabeth av York | Elizabeth av York | Elizabeth av York | Elizabeth av York | Elizabeth av York |
|                        |                        |                        |                        |                        |                        |  |  |  |  | Anna av Danmark | Anna av Danmark | Anna av Danmark | Anna av Danmark | Anna av Danmark | Anna av Danmark |  |  |  |  |                     |                     |                     |                     |                     |                     |  |  |  |  | Maria av Guise   | Maria av Guise  | Maria av Guise  | Maria av Guise  | Maria av Guise  | Maria av Guise  |  |  |  |  |  |  |  |  |                        |                        |                        |                        |                        |                        |  |  |  |  | Elizabeth av York | Elizabeth av York | Elizabeth av York | Elizabeth av York | Elizabeth av York | Elizabeth av York |
| Karl I                 | Karl I                 | Karl I                 | Karl I                 | Karl I                 | Karl I                 |  |  |  |  |                 |                 |                 |                 |                 |                 |  |  |  |  |                     |                     |                     |                     |                     |                     |  |  |  |  |                  |                 |                 |                 |                 |                 |  |  |  |  |  |  |  |  | Arthur, prins av Wales | Arthur, prins av Wales | Arthur, prins av Wales | Arthur, prins av Wales | Arthur, prins av Wales | Arthur, prins av Wales |  |  |  |  |                   |                   |                   |                   |                   |                   |
| Karl I                 | Karl I                 | Karl I                 | Karl I                 | Karl I                 | Karl I                 |  |  |  |  |                 |                 |                 |                 |                 |                 |  |  |  |  |                     |                     |                     |                     |                     |                     |  |  |  |  | Frances Brandon  |                 |                 |                 |                 |                 |  |  |  |  |  |  |  |  | Arthur, prins av Wales | Arthur, prins av Wales | Arthur, prins av Wales | Arthur, prins av Wales | Arthur, prins av Wales | Arthur, prins av Wales |  |  |  |  |                   |                   |                   |                   |                   |                   |
|                        |                        |                        |                        |                        |                        |  |  |  |  |                 |                 |                 |                 |                 |                 |  |  |  |  |                     |                     |                     |                     |                     |                     |  |  |  |  |                  |                 |                 |                 |                 |                 |  |  |  |  |  |  |  |  |                        |                        |                        |                        |                        |                        |  |  |  |  |                   |                   |                   |                   |                   |                   |
|                        |                        |                        |                        |                        |                        |  |  |  |  |                 |                 |                 |                 |                 |                 |  |  |  |  | Jane Grey           | Jane Grey           | Jane Grey           | Jane Grey           | Jane Grey           | Jane Grey           |  |  |  |  |                  |                 |                 |                 |                 |                 |  |  |  |  |  |  |  |  | Maria Tudor            | Maria Tudor            | Maria Tudor            | Maria Tudor            | Maria Tudor            | Maria Tudor            |  |  |  |  |                   |                   |                   |                   |                   |                   |
|                        |                        |                        |                        |                        |                        |  |  |  |  |                 |                 |                 |                 |                 |                 |  |  |  |  | Jane Grey           | Jane Grey           | Jane Grey           | Jane Grey           | Jane Grey           | Jane Grey           |  |  |  |  |                  |                 |                 |                 |                 |                 |  |  |  |  |  |  |  |  | Maria Tudor            | Maria Tudor            | Maria Tudor            | Maria Tudor            | Maria Tudor            | Maria Tudor            |  |  |  |  |                   |                   |                   |                   |                   |                   |
|                        |                        |                        |                        |                        |                        |  |  |  |  |                 |                 |                 |                 |                 |                 |  |  |  |  |                     |                     |                     |                     |                     |                     |  |  |  |  | Henry Grey       |                 |                 |                 |                 |                 |  |  |  |  |  |  |  |  |                        |                        |                        |                        |                        |                        |  |  |  |  |                   |                   |                   |                   |                   |                   |
|                        |                        |                        |                        |                        |                        |  |  |  |  |                 |                 |                 |                 |                 |                 |  |  |  |  |                     |                     |                     |                     |                     |                     |  |  |  |  |                  |                 |                 |                 |                 |                 |  |  |  |  |  |  |  |  |                        |                        |                        |                        |                        |                        |  |  |  |  |                   |                   |                   |                   |                   |                   |
|                        |                        |                        |                        |                        |                        |  |  |  |  |                 |                 |                 |                 |                 |                 |  |  |  |  |                     |                     |                     |                     |                     |                     |  |  |  |  |                  |                 |                 |                 |                 |                 |  |  |  |  |  |  |  |  | Henrik VIII            |                        |                        |                        |                        |                        |  |  |  |  |                   |                   |                   |                   |                   |                   |
|                        |                        |                        |                        |                        |                        |  |  |  |  |                 |                 |                 |                 |                 |                 |  |  |  |  |                     |                     |                     |                     |                     |                     |  |  |  |  |                  |                 |                 |                 |                 |                 |  |  |  |  |  |  |  |  |                        |                        |                        |                        |                        |                        |  |  |  |  |                   |                   |                   |                   |                   |                   |
|                        |                        |                        |                        |                        |                        |  |  |  |  |                 |                 |                 |                 |                 |                 |  |  |  |  |                     |                     |                     |                     |                     |                     |  |  |  |  | Maria I          |                 |                 |                 |                 |                 |  |  |  |  |  |  |  |  |                        |                        |                        |                        |                        |                        |  |  |  |  |                   |                   |                   |                   |                   |                   |
|                        |                        |                        |                        |                        |                        |  |  |  |  |                 |                 |                 |                 |                 |                 |  |  |  |  |                     |                     |                     |                     |                     |                     |  |  |  |  |                  |                 |                 |                 |                 |                 |  |  |  |  |  |  |  |  |                        |                        |                        |                        |                        |                        |  |  |  |  |                   |                   |                   |                   |                   |                   |
|                        |                        |                        |                        |                        |                        |  |  |  |  |                 |                 |                 |                 |                 |                 |  |  |  |  |                     |                     |                     |                     |                     |                     |  |  |  |  |                  |                 |                 |                 |                 |                 |  |  |  |  |  |  |  |  | Katarina av Aragonien  |                        |                        |                        |                        |                        |  |  |  |  |                   |                   |                   |                   |                   |                   |
|                        |                        |                        |                        |                        |                        |  |  |  |  |                 |                 |                 |                 |                 |                 |  |  |  |  |                     |                     |                     |                     |                     |                     |  |  |  |  |                  |                 |                 |                 |                 |                 |  |  |  |  |  |  |  |  |                        |                        |                        |                        |                        |                        |  |  |  |  |                   |                   |                   |                   |                   |                   |
|                        |                        |                        |                        |                        |                        |  |  |  |  |                 |                 |                 |                 |                 |                 |  |  |  |  |                     |                     |                     |                     |                     |                     |  |  |  |  | Elisabet I       |                 |                 |                 |                 |                 |  |  |  |  |  |  |  |  |                        |                        |                        |                        |                        |                        |  |  |  |  |                   |                   |                   |                   |                   |                   |
|                        |                        |                        |                        |                        |                        |  |  |  |  |                 |                 |                 |                 |                 |                 |  |  |  |  |                     |                     |                     |                     |                     |                     |  |  |  |  |                  |                 |                 |                 |                 |                 |  |  |  |  |  |  |  |  |                        |                        |                        |                        |                        |                        |  |  |  |  |                   |                   |                   |                   |                   |                   |
|                        |                        |                        |                        |                        |                        |  |  |  |  |                 |                 |                 |                 |                 |                 |  |  |  |  |                     |                     |                     |                     |                     |                     |  |  |  |  |                  |                 |                 |                 |                 |                 |  |  |  |  |  |  |  |  | Anne Boleyn            |                        |                        |                        |                        |                        |  |  |  |  |                   |                   |                   |                   |                   |                   |
|                        |                        |                        |                        |                        |                        |  |  |  |  |                 |                 |                 |                 |                 |                 |  |  |  |  |                     |                     |                     |                     |                     |                     |  |  |  |  |                  |                 |                 |                 |                 |                 |  |  |  |  |  |  |  |  |                        |                        |                        |                        |                        |                        |  |  |  |  |                   |                   |                   |                   |                   |                   |
|                        |                        |                        |                        |                        |                        |  |  |  |  |                 |                 |                 |                 |                 |                 |  |  |  |  |                     |                     |                     |                     |                     |                     |  |  |  |  | Edvard VI        |                 |                 |                 |                 |                 |  |  |  |  |  |  |  |  |                        |                        |                        |                        |                        |                        |  |  |  |  |                   |                   |                   |                   |                   |                   |
|                        |                        |                        |                        |                        |                        |  |  |  |  |                 |                 |                 |                 |                 |                 |  |  |  |  |                     |                     |                     |                     |                     |                     |  |  |  |  |                  |                 |                 |                 |                 |                 |  |  |  |  |  |  |  |  |                        |                        |                        |                        |                        |                        |  |  |  |  |                   |                   |                   |                   |                   |                   |
|                        |                        |                        |                        |                        |                        |  |  |  |  |                 |                 |                 |                 |                 |                 |  |  |  |  |                     |                     |                     |                     |                     |                     |  |  |  |  |                  |                 |                 |                 |                 |                 |  |  |  |  |  |  |  |  | Jane Seymour           |                        |                        |                        |                        |                        |  |  |  |  |                   |                   |                   |                   |                   |                   |
|                        |                        |                        |                        |                        |                        |  |  |  |  |                 |                 |                 |                 |                 |                 |  |  |  |  |                     |                     |                     |                     |                     |                     |  |  |  |  |                  |                 |                 |                 |                 |                 |  |  |  |  |  |  |  |  |                        |                        |                        |                        |                        |                        |  |  |  |  |                   |                   |                   |                   |                   |                   |